# کیلن (میسیسیپی)
کیلن (به انگلیسی: Kiln) مکانی در ایالت میسیسیپی کشور ایالات متحده آمریکا است که جمعیت آن در سرشماری سال ۲۰۱۰ میلادی، ۲٬۲۳۸
نفر بوده‌است.